# 佐賀県立高志館高等学校
佐賀県立高志館高等学校（さがけんりつ こうしかんこうとうがっこう）は、佐賀県佐賀市大和町尼寺にある県立の農業高等学校。

## 概要
歴史
1934年（昭和9年）に「佐賀県立佐賀農芸学校」（旧制実業学校）として創立。1948年（昭和23年）の学制改革で、新制高等学校「佐賀県立佐賀農芸高等学校」に改組される。1994年（平成6年）には従来の農業に関する学科に国際交流科を加えて、校名を「佐賀県立高志館高等学校」に改称（国際交流科は2007年（平成19年）に廃止）。2023年（令和5年）には創立90周年を迎えた。
設置課程・学科
- 全日制課程 3学科（2年次のコース分け）
  - 園芸科学科（生産科学コース・生物活用コース）
  - 環境緑地科（環境工学コース・緑地デザインコース）
  - 食品流通科

校訓
「高志潔心」- 高い目標をもち、それに向かって潔く邁進する態度と心を養う
校章
校名「高志館」（Koshikan）の頭文字「K」を羽ばたく「翼」と成長する「芽」の形になるよう、図案化している。右側に校名をローマ字で表記している。二行で、一行目は「KOSHIKAN」、二行目は「SENIOR HIGH SCHOOL」となっている。
校歌
作詞は中島哀浪、作曲は陶山聡による。歌詞は3番まであり、各番の歌詞中に校名の「高志」が登場する。
制服
冬服はブレザー、ネクタイ着用となっている。

## 沿革
- 1934年（昭和9年）
  - 2月 - 佐賀県令第19号を以て、佐賀県立佐賀農芸学校則が公布される。
  - 4月10日 - 「佐賀県立佐賀農芸学校」（旧制実業学校）が佐賀市赤松町の佐賀師範学校（佐賀大学教育学部の前身）内仮校舎で開校。
  - 11月6日 - 佐賀郡大和町尼寺（現在地）に新校舎の一部が完成し、移転を完了。
- 1948年（昭和23年）4月1日 - 学制改革に伴い、新制高等学校「佐賀県立佐賀農芸高等学校」に改称。全日制農業課程と定時制農業課程を設置。
- 1952年（昭和27年）4月1日 - 全日制農業科家庭コースを「農村家庭科」とする。
- 1953年（昭和28年）
  - 4月1日 - 全日制農業科農業経済コースを「農業経済科」とする。全日制「園芸科」を新設。
  - 8月31日 - 小城郡南山村古湯（現・佐賀市富士町古湯）の南山村立南山中学校[1]内に定時制南山分校を設置。農業科および農村家庭科を置く。
- 1955年（昭和30年）6月30日 - 南山分校の独立校舎（現・佐賀市役所富士支所付近）が完成し、移転を完了したため、南山中学校内の併置を解消。
- 1957年（昭和32年）
  - 4月1日 - 定時制南山分校を「富士分校」と改称（前年に村の合併で富士村が発足したため）。
  - 6月1日 - 定時制富士分校北山分室を富士村立北山中学校[2]内に開設。
- 1959年（昭和34年）
  - 3月31日 - 北山分室を廃止。
  - 4月1日 - 全日制農業経済科を「農業経営科」と改称。
- 1963年（昭和38年）4月1日 - 農村家庭科を「生活科」と改称。
- 1964年（昭和39年）4月1日 - 定時制富士分校の生徒募集を停止し、「全日制」富士分校を設置。農業科・生活科を設置。
- 1967年（昭和42年）3月31日 - 1963年（昭和38年）度に最後に入学した生徒の卒業により、富士分校の定時制を廃止。
- 1974年（昭和49年）3月31日 - 定時制農業科を廃止。
- 1981年（昭和56年）
  - 3月31日 - 全日制農業経営科の生徒募集を停止。全日制富士分校の生徒募集を停止。
  - 4月1日 - 全日制 緑地土木科を設置。
- 1983年（昭和58年）3月31日 - 全日制富士分校を廃止。
- 1988年（昭和63年）3月31日 - 全日制生活科の生徒募集を停止。
- 1991年（平成3年）
  - 3月31日 - 全日制農業科・園芸科・生活文化科の募集を停止。
  - 4月1日 - 園芸工学科と食品流通科を設置。
- 1994年（平成6年）
  - 4月1日 - 国際交流科を新設。学科新設に伴い、「佐賀県立高志館高等学校」（現校名）に改称。
  - 11月 - 新校章を制定。校歌の一部を改正。
- 2005年（平成17年）3月31日 - 国際交流科の募集を停止。
- 2007年（平成19年）3月31日 - 国際交流科を廃止。
- 2011年（平成23年）
  - 3月31日 - 全日制園芸工学科と緑地土木科の募集を停止。
  - 4月1日 - 園芸科学科と環境緑地科を設置。
- 2023年（令和5年）11月 - 創立90周年記念式典を挙行。

## 過去の学科・コース構成
2010年（平成22年）度入学生まで
- 園芸工学科（鑑賞科学コース・生産科学コース）
- 緑地土木科（土木コース・造園コース）
- 食品流通科（製造コース・流通コース）

2011年（平成23年）度入学生以降
- 園芸科学科（生産科学コース・生物活用コース）
- 環境緑地科（環境工学コース・環境デザインコース）
- 食品流通科（食品製造コース・流通実践コース）

## 部活動
体育部　　　　　　　　　　
- 野球
- サッカー
- ボクシング
- アーチェリー
- 剣道
- 卓球
- ソフトテニス
- 男子バスケットボール

文化部
- JRC
- 茶道
- 芸術
- 放送
- 犬

同好会・愛好会

・男子バレーボール

## 著名な関係者
出身者
- 浅野真弓（アーチェリー選手） - シドニー五輪代表。
- 濱田真由（テコンドー選手） - 東京オリンピック代表。ミキハウス所属。
- 田川亨介（サッカー選手） - Jリーグ・鹿島アントラーズ所属（元日本代表）。ポジションはフォワード。
- 本田風智（サッカー選手） - Jリーグ・サガン鳥栖所属（U-20日本代表）。ポジションはミッドフィールダー。
- 松岡大起（サッカー選手） - Jリーグ・アビスパ福岡所属（日本代表）。ポジションはミッドフィルダー。
- 板橋洋青 - 元プロサッカー選手（元U-18日本代表）。ポジションはゴールキーパー。

## 交通
最寄りの鉄道駅
- JR九州 長崎本線 「佐賀駅」

最寄りのバス停留所
- 昭和バス 古湯線 「高志館高校前」停留所

最寄りの幹線道路
- 国道263号
- 長崎自動車道 「佐賀大和IC」

## 周辺
- 佐賀市役所 大和支所
- 佐賀市後期高齢者医療広域連合
- 佐賀市立大和生涯学習センター ウェルネス大和
- 佐賀市北商工会 本所
- 佐賀市立春日小学校